# Como las secas cañas del camino
Como las secas cañas del camino es una obra de teatro de José Martín Recuerda, escrita en 1960 y estrenada en 1965.
Anteriormente, se llamó La Ricitos y La maestra de Salobreña.

## Argumento
La señorita Julia, maestra burguesa en la localidad granadina de Salobreña, no soporta el entorno asfixiante en el que vive y se refugia en el amor de Juan, alumno suyo, con la complicidad de su criada Paquita. Pero esta aventura sólo precipita el drama, y la maestra termina siendo apedreada.

## Representaciones destacadas
- Teatro CAPSA, en Barcelona, el 8 de noviembre de 1965.
  - Dirección: José Ariza.
  - Intérpretes: Rosario Coscolla, Francisco Aliot, Elisenda Ribas.

- Televisión: Estudio 1, de TVE, el 12 de noviembre de 1968, con el título Como las cañas secas del camino.
  - Presentación: Ángel de la Fuente, a partir de textos de José María Rincón.
  - Dirección: Pilar Miró.
  - Intérpretes: Asunción Sancho, Emilio Gutiérrez Caba, Pilar Muñoz, Miguel Ángel, Josefina Serratosa, José Sepúlveda, Mary Paz Ballesteros, Venancio Muro, Enrique Navarro, Vicente Sangiovanni, Mary Carmen Prendes y Luchy Soto.
  - Música: Regino Sainz de la Maza.